# Тапакуло таріянський
Тапакуло таріянський (Scytalopus zimmeri) — вид горобцеподібних птахів родини галітових (Rhinocryptidae). Вид названий на честь американського орнітолога Джона Тодда Циммера.

## Поширення
Поширений на лісистих схилах Анд від департаменту Чукісака до Таріха на півдні Болівії, а також на крайньому північному заході Аргентини (Сальта). Населяє кілька рослинних угруповань, включаючи сезонно вологі ліси Alnus, Podocarpus і Polylepis, де мешкає в ярах та інших тінистих ділянках, а також на відкритих мокрих скелястих схилах з пучком трави та чагарників. Трапляється на висоті від 1700 до 3200 м.

## Опис
Тіло завдовжки 10,5 см. Самці важать від 17,6 до 19,9 г, а одна самиця важила 15,9 г. Найяскравішою особливістю дорослої особини є білі надбровні брови, горло та верхня частина грудей. Решта голови, спина і крила сірі з коричневим нальотом на спині. Нижня частина грудей і живіт також сірі. Боки та підхістя оливково-коричневі та мають темні смуги.